# Varanus dumerilii
Varanus dumerilii este o specie de reptile din genul Varanus, familia Varanidae, descrisă de Schlegel 1839. Conform Catalogue of Life specia Varanus dumerilii nu are subspecii cunoscute.